# Abrúpolis
Abrúpolis (en griego antiguo,"Αβρουπόλις"; fl. siglo II a. C.) fue un rey de los tracios sapeos, aliado de Roma. Invadió la Macedonia de Perseo —primogénito de Filipo V, que había fallecido hacía poco— en torno al 179 a. C., arrasó el reino hasta Anfípolis, y se apoderó de las minas de oro del monte Pangeo. Perseo lo expulsó luego en una campaña que fue uno de los desencadenantes de la tercera guerra macedónica, ya que las acciones del rey macedonio contra un aliado de Roma disgustaron a esta.
Algunos autores, tanto antiguos como modernos consideran la derrota de Abrúpolis a manos de Perseo una de las principales causas de la tercera guerra macedonia; otros (escritores romanos más tardíos, pero también estudiosos modernos) consideran la reacción del monarca macedonio un acto de defensa propia que Roma utilizó como mero pretexto para enfrentarse con Macedonia.